# ジョルジュ・メンデス
- ホルヘ・メンデス

ジョルジ・パウロ・アゴスティーニョ・メンデス（Jorge Paulo Agostinho Mendes, 1966年1月7日 - ）は、ポルトガル・リスボン出身のFIFA公認代理人（スポーツエージェント）である。多数の顧客を持ち、同業のミノ・ライオラと共にサッカー界にもっとも影響力のある代理人の一人として知られている。ジョルジュとの表記揺れも見られるが、誤りである。

## 経歴
1966年1月7日、ポルトガルのリスボンにて生を受ける。ジョルジ・メンデスの父親は公務員で、母親は鳥かごをつくっていた。幼少の頃、ジョルジ・メンデスは市場で鳥かごを売るために母親の手伝いをしていたという。
ジョルジの家族はリスボン郊外の町から1986年にスペインのガリシア州から50キロのポルトガル北部のビアナ・ドゥ・カステロに引越しをした。ジョルジはサッカー選手としてプレーをしていたが、その町で彼はビデオクラブの経営を始めた。業績は好調で、その収入は彼のサッカー選手時代のサラリーよりも上回った。そのお金をもとに、地元のサッカークラブの広告の管理などを始めた。その後、観光業やディスコ、バルに投資し、そこで彼の最初のクライアントであるポルトガル人ゴールキーパーのヌーノ・エスピーリト・サントに出会った。ヌーノはメンデスの仕事により、デポルティーボ・ラ・コルーニャと契約。これがメンデスの代理人としてのキャリアのスタートだった。
1996年に現在の基盤となる代理人事務所を設立すると、ジョルジュ・アンドラーデら大物選手や若手選手とマネジメント契約を結び、その後、当時スポルティング・クルーベ・デ・ポルトゥガルの原石だったクリスティアーノ・ロナウドとも契約。2002年にウーゴ・ヴィアナのニューカッスル・ユナイテッドFC移籍で名を上げると、ポルトガル内での活動を通じてメンデスは、大物選手を次々と欧州の主要リーグに送り出していった。
2004年に、当時FCポルトの監督だったジョゼ・モウリーニョを契約者リストに加えたことが、メンデスの代理人人生を一変させた。モウリーニョのマネジメントに関しては、他の代理人から訴えられるなどの問題もあったが、複数の国・クラブにわたって信頼関係を築く彼は、徐々にその評判や影響力を増していく。
2023年1月、メンデスの最大の顧客であり、盟友でもあったロナウドとのクライアント契約が解消されていたことが報じられた。発端は2022年11月にロナウドがテレビ番組で所属元のマンチェスター・ユナイテッドと関係者を猛批判したことについてメンデスはロナウドを制止したが、ロナウドが出演を強行したこととされている。事態を重く見たマンチェスター・ユナイテッド側は、同月中にロナウドとの契約を解除、ロナウドはメンデスに対してUEFAチャンピオンズリーグ出場権を持つビッグクラブと交渉するよう依頼し、それが叶わなければ契約の解消を突き付けたと言う。結果的にそれらのクラブとの交渉はまとまらず、両者は契約を解消、その後のアル・ナスルFC移籍に関してもメンデスは関与しておらず、主導したのはロナウドの個人マネージャーであったという。2023年6月のインタビューにてメンデスもクライアント契約解消を認めたうえで、ロナウドとの友誼は損なわれていないことを強調している。

## エピソード
- メンデスは交渉能力だけでなく、その人柄にも定評があり、顧客のクリスティアーノ・ロナウドとともに病気の子供を持つ家族を支援するプロジェクトを立ち上げた。
- ポルトガルのア・ボラ紙が表彰する「2009年のひと」に選ばれたことがある[5]。
- 時間を問わず鳴り響く3つの携帯電話を手放さず、睡眠は1日4時間ともいわれる。[要出典]
- 2015年にサンドラ夫人と再婚。その際に顧客であり友人のクリスティアーノ・ロナウドから結婚祝いとしてギリシャにある島をプレゼントされたと報じられている。またマリサという名の娘がおり、一時はロナウドとの交際が報じられた。[要出典]
- 中国の投資会社フォースン・インターナショナル（復星国際）は2016年7月、ウルヴァーハンプトン・ワンダラーズFCをスティーヴ・モーガンから買い取った際、ジョルジュ・メンデスとタッグを組むことにした。メンデスはクラブのアドバイザーとして顧客である22歳以下の有望なポルトガル人選手を中心に多くの選手をクラブに送り込んでいる。2018年夏にはGKのルイ・パトリシオとMFのジョアン・モウチーニョといった2人のポルトガル代表選手の移籍を実現させた。両者ともに過去においてイングランドでプレーするのが夢だと語っていた。

## 主なクライアント

### 主な所属選手
| - ハメス・ロドリゲス(現アル・ラーヤンSC) - アンドレ・ゴメス (現エヴァートンFC) - エデルソン・モラレス (現マンチェスター・シティFC) - ベルナルド・シウバ (現マンチェスター・シティFC) - ジョアン・カンセロ(現FCバルセロナ) - ルベン・ディアス(現マンチェスター・シティFC) - ジエゴ・コスタ （現アトレチコ・ミネイロ) - ミランダ (現江蘇蘇寧足球倶楽部) - ラダメル・ファルカオ (現ガラタサライ) - ファビーニョ (現アル・イテハド) - ディオゴ・ジョッタ (現リヴァプールFC) - リカルド・クアレスマ (現フリーエージェント) - アンヘル・ディ・マリア (現SLベンフィカ) - ピッツィ (現SLベンフィカ) - ニコラス・オタメンディ (現SLベンフィカ) - ルイ・パトリシオ (現ASローマ) - マット・ドハーティ (現トッテナム・ホットスパーFC) - アンス・ファティ (現FCバルセロナ) - アダマ・トラオレ (現ウルヴァーハンプトン・ワンダラーズFC) - ジョアン・モウティーニョ (現ウルヴァーハンプトン・ワンダラーズFC) - ルベン・ネヴェス (現アル・ヒラル) - ネルソン・セメド (現ウルヴァーハンプトン・ワンダラーズFC) | - イヴァン・カヴァレイロ (現ウルヴァーハンプトン・ワンダラーズFC) - ジョゼ・サ (現ウルヴァーハンプトン・ワンダラーズFC) - ラファ・ミル (現セビージャFC) - エセキエル・ガライ (現バレンシアCF) - ゴンサロ・ゲデス (現バレンシアCF) - エリアカン・マンガラ (現バレンシアCF) - エルデル・コスタ (現バレンシアCF) - レナト・サンチェス(現リール) - レニー・ヨロ (現リール) - リカルド・ペレイラ(現レスター・シティFC) - カルロス・ベラ (現ロサンゼルスFC) - ファビオ・コエントラン (現リオ・アヴェFC) - アンドレ・シルヴァ(現RBライプツィヒ) - ベベ (現ラーヨ・バジェカーノ) - ブルーノ・ガマ (現アリス・テッサロニキ) - ブルーノ・アルヴェス (現パルマ・カルチョ1913) - ミゲル・ヴェローゾ (現ジェノアCFC) - ファウジ・グラム (現SSCナポリ) - アンドレ・グレー (現ワトフォードFC) - ダニー (現ゼニト) - シモン・サブローザ (無所属) |

### 現役引退した所属選手
- ジョルジュ・アンドラーデ
- パウロ・フェレイラ
- ウーゴ・ヴィアナ
- リカルド・カルヴァーリョ
- チアゴ・メンデス
- デコ
- コスチーニャ
- ぺぺ
- ラファエル・マルケス

### 監督
- ジョゼ・モウリーニョ
- ヌーノ・エスピーリト・サント
- パウロ・フォンセカ
- ジェンナーロ・ガットゥーゾ
- マルク・ヴィルモッツ
- ルイス・フェリペ・スコラーリ

### 元所属選手
- クリスティアーノ・ロナウド (現アル・ナスルFC)

## 参照
1. ↑  http://novajika.com/news/detail_soccer.cgi?id=3149
2. ↑  http://www.wowow.co.jp/sports/liga/column_06.html
3. ↑  https://www.all-stars.jp/news/cristiano-ronaldo-jorge-mendes/
4. ↑  https://www.football-zone.net/archives/453931
5. ↑  https://number.bunshun.jp/articles/-/10932